# Carl Jacobson Spak

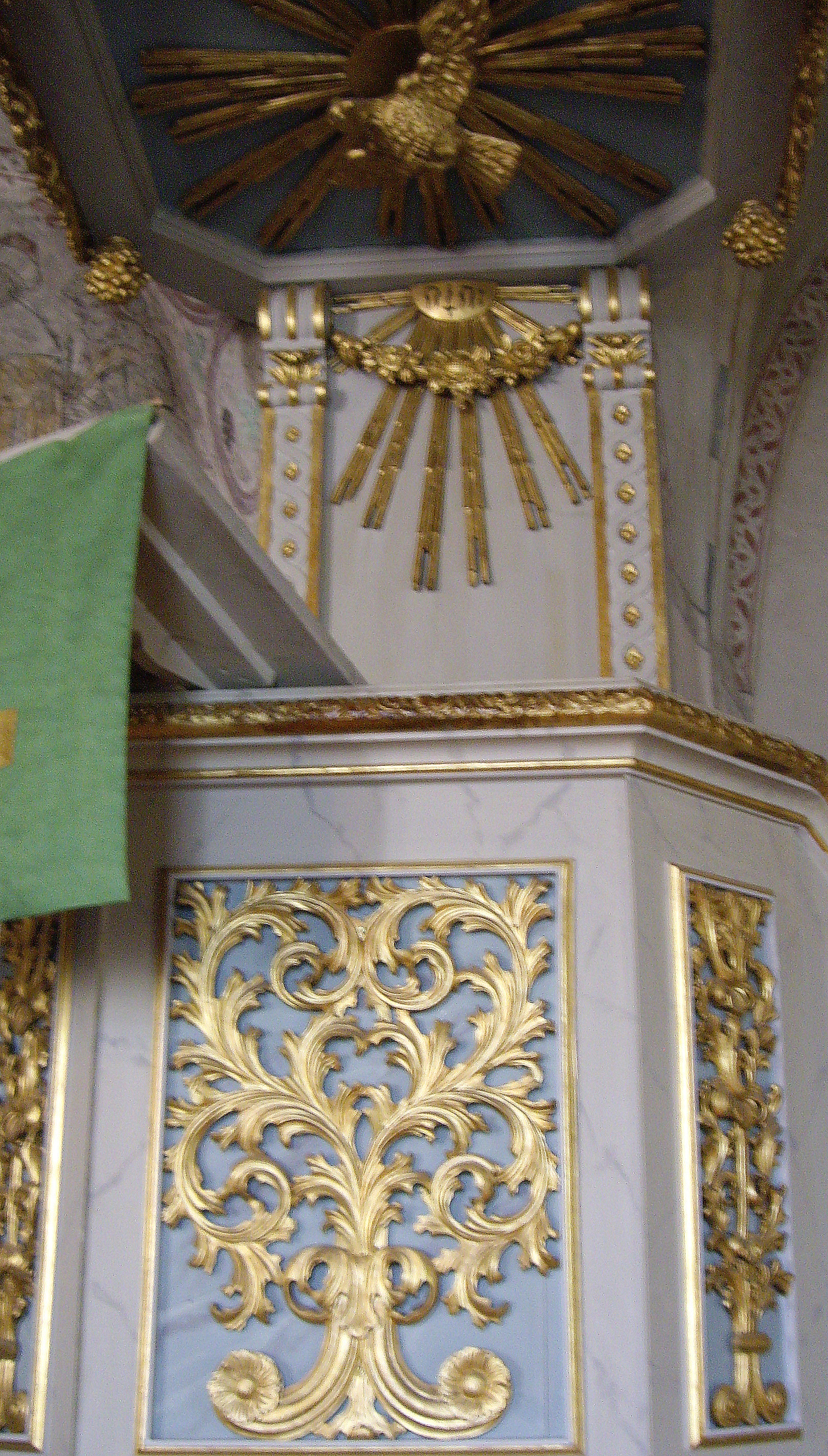
Predikstolen i Almunge kyrka, tillverkad av Spak 1716.

Carl Jacobson Spak (Spaak), född 1681 eller 1682 i Holstein, död 23 april 1732 i Stockholm, var en tysk-svensk bildhuggare.
Spak omnämns i svenska handlingar första gången 1708 då han värderar en tapetmålares kvarlåtenskap. Han arbetade i övergångstiden till högbarock och har tagit efter Burchard Precht skulpturstil när det gäller dekorer med fyllningar av akantus- palm- och lagerornament. Han utförde 1716 en predikstol till Almunge kyrka i Uppland som följdes av en altaruppsats 1717 med två reliefer från Korsfästelsen efter ett 1500-tals kopparstick som profilörer står ett par änglar i mjukt böljande drapering och på krönlisten ett par putti som betraktar gudsögat. För Hedesunda kyrka i Gästrikland utförde han 1731 en altarkomposition med samma uppbyggnad men med huvudmotivet Kristi födelse. Till Österfärnebo kyrka snidade han en altartavla 1731 som idag endast återstår som fragment med Petrus och Paulus som sitter samspråkande. Dessutom utförde han predikstolar till Lagga kyrka och Östuna kyrka i Uppland.    